# 杰夫·莱博
杰弗里·布赖恩·莱博（英語：Jeffrey Brian Lebo，1966年10月5日—），美国NBA联盟前职业篮球运动员。